# 洪蘭淑
洪 蘭淑（ホン・ナンスク、1966年 - ）は世界基督教統一神霊協会（以降「統一教会/統一協会」と表記する）の教祖（創始者）である文鮮明の後継者候補であった長男、文孝進と結婚したが、1997年に離婚した韓国女性。自ら「神の家庭」と主張している文鮮明一族の内幕を暴露した内部告発手記、“IN THE SHADOW OF THE MOONS—My Life in the Reverend sun myung Moon’s family”（邦題：『わが父文鮮明の正体』）が内外に波紋を呼んだ。

## 概略
洪蘭淑は統一教会/統一協会の信仰を持つ父・洪性杓（ホン・ソンピョ、홍성표、36家庭）と母、柳吉子（ユ・ギルチャ）のもとに育った。両親は教団の幹部で、洪性杓は統一教会/統一協会の関連企業である一和製薬（後の一和）を立ち上げ、約10年間社長を務めた。統一教会/統一協会の教祖文鮮明の長男、文孝進と15歳で結婚したが、14年の文家での生活の後に、夫の暴力や不品行と文一族の宗教的支配から逃れるため5人の子供たちとともに文家を脱出した。そして、離婚と養育費の支払いなどを求める訴訟を起こし、2年間の審理を経て離婚と養育費の支払いが認められた。
コロンビア大学の女子部バーナードカレッジでは芸術科を専攻し、美術史の学位を得た。自らの経験を生かし、DV（家庭内暴力）の被害女性達を助けるセンターに勤めた。兄も文鮮明の指名で、文鮮明の長女文誉進（ムン・イエジン、문예진）と結婚していたが、離婚し、一家全員は統一教会/統一協会を離れた。

## 告発手記『わが父文鮮明の正体』
文孝進との離婚後に、教団側の反対に屈せずに出版した告発手記で、教団の後継者と見られてきた夫が暴力をふるい、酒、タバコ、麻薬や女性に溺れていること、「再臨のメシア」とされてきた義父、文鮮明の女性問題や私生児の存在など、「神の家庭」とされてきた文家の偽善的な実態を暴露した。この手記は内外に大きな波紋を呼び、教団を離れる信者が多数出た。同様の告発をアメリカのテレビ番組や新聞等でも行ったが、統一教会/統一協会側からの抗議はなかったと見られる。
原題『IN THE SHADOW OF THE MOONS』は直訳すると『月たちの影で』という意味になるが、これは文鮮明の「文」の英語表記である“Moon”と月を意味する“Moon”をかけたものである。
出版の動機については「騙されたという気がしているから」と述べている。義父であった文鮮明と元夫であった文孝進については、あまりにも大きな欠陥があるため、神がこの二人を自分の代理人に選ぶことはありえないとわかったと述べている。しかし、文鮮明は私を失望させたが、神は私を失望させなかったとして、神への信仰は持ち続けている。「文一族が（統一教会/統一協会の信者よりも）霊的に優れているという神話を広めることは恥ずべき欺瞞である。」と語っている。

## 来歴
出典は主に洪蘭淑の自著『わが父文鮮明の正体』を参照。
- 1966年

ソウル特別市において、洪性杓と柳吉子の第2子として生まれる（7人兄弟）。
“ムーンタウン”と呼ばれるソウルのスラム街の借家に住む。
- 1970年

兄と共に釜山直轄市にある母方のおば夫妻の家に移る。
- 1971年

ソウルの両親のもとに戻り、公立の小学校に通う。
- 1974年

私立の小学校に転校。毎日ピアノのレッスンに通う。
- 1976年

統一教会/統一協会系の「リトルエンジェルス芸術学院」（現成和芸術高等学校」に転校。
- 1981年

5月16日 - 兄が文鮮明の長女、文誉進（ムン・イエジン）と結婚。
文鮮明が自身の長女と兄とをマッチングすると伝えられた翌日、式が行われた。統一教会/統一協会では祝福を受けるまでに3年間会員で新しい会員を3人集め、3年に渡り「蕩減献金」をするなどの条件があるが、兄の式の際には「聖酒式」「三日行事」などの関連儀式が省略されたことに洪蘭淑は衝撃を受けたという。
11月　文鮮明の邸宅に両親とともに招かれ、長男、文孝進の嫁にほしいと言われる。夕食の席では統一教会/統一協会信者ではない仏教の巫女、占い師の女性が二人の組み合わせは完璧だと賞賛する。文孝進とマッチングされた。
- 1982年

1月3日　ビザ取得のため統一教会/統一協会が捏造したニューヨークでの国際ピアノ・コンクールを行うという虚偽名目でアメリカに入国。
入国の名目が虚偽であったことが露見しないために、文鮮明からの指示で統一教会/統一協会の所有する「マンハッタン・センター」でピアノ・リサイタルを行った。
1月7日 アメリカで文孝進（ムン・ヒョウジン）と結婚した。ニューヨークのウエストチェスター郡のアービントン（Irvington ）にある文鮮明一族の邸宅に夫の妹であり、文鮮明の二女、仁進（インジン）の家族とともに住んだ。
夫と文鮮明の個人的な補佐、ピーター・キムとともに新婚旅行に出かけた。フロリダ州、ディズニーランド、ラスベガスを訪れる。ラスベガスでスロットマシンやブラックジャックなどの賭博をしている文鮮明夫妻に出会った。
2月　文鮮明の夫人、韓鶴子がお金のかかる私学に通うのを反対したため、ウエストチェスター郡にある公立のアービントン高校の10年生に転学。周囲に統一教会/統一協会との関係を知られないためピーター・キムが後見人になりすまし、結婚の事実を知られないため旧姓を使った。
孝進から別れ話を切り出される。孝進は蘭淑との結婚は望まなかったが両親を喜ばせるためだけに結婚したこと、韓国にいるガールフレンドをあきらめるつもりはないことなどを告げ、黙って韓国のソウルへ旅立った。
蘭淑はその直後に自身の妊娠に気づいた。孝進は蘭淑の妊娠を知っても帰国せず、ピーター・キムに、自分たちは法的に結婚していないので自分には何の義務もない、両親が赤ん坊と蘭淑の面倒を見たいなら勝手にしてよい、自分は教会員でないガールフレンドと結婚するつもりであることなどを告げた。
韓国から帰国した孝進は結婚祝いのお金でそのガールフレンドをアメリカに呼び寄せ、マンハッタンに二人で暮らすアパートを借り、両親にそのガールフレンドと結婚するつもりであることを告げる。文鮮明から孝進がそのような事態に至ったのは妻である蘭淑の失敗であると激しく叱責された（p134）。
文夫人が「祈り屋」を連れてタリータウンの軽食堂「デリ」で孝進のガールフレンドと話し合い、手切れ金とカリフォルニア州行きの航空券を渡し手を打った。
- 1983年

3月　長女を出産。
アービントン高校が蘭淑の長期欠席の理由が出産であることを気づくのを恐れた文夫妻によりニューヨークのドブス・フェリー（Dobbs Ferry ）にある私立の女子高「マスターズ・スクール」に転学させられた。
- 1986年

ニューヨーク大学に入学した。
- 1988年

2月13日　長男を出産した。
コロンビア大学の女子部、バーナードカレッジに転校した。
4月　孝進がニューヨーク市オールド・ニューヨーカー・ホテル大宴会上で統一教会/統一協会員の前で、過去の飲酒・喫煙・ドラッグ・女性関係などを告白する「劇的なコンフェッション（告白式）」を行った。
- 1989年

10月　三女を出産した。
- 1992年

9月24日から　韓鶴子の世界平和女性連合創設大会の日本の10大都市講演ツアーに同行。妊娠中であることを隠していた。新札2万ドル（約200万円）を渡され化粧ケースのトレイの下に隠し入国。
- 1993年

胎児が死産になってしまう異常が見つかり人工妊娠中絶手術を受けた。
夫、孝進の暴力に命の危険を感じ、アービントン警察に駆け込み、被害届けを出した。
- 1994年

バーナードカレッジで美術史の学位を取得した。
11月　第5子に当たる次男が誕生した。
冬　貯金をするなど家出の準備を始めた。統一教会/統一協会を去りマサチューセッツ州で暮らす兄と文鮮明の長女に近く（レキシントン）で住居を見つけてもらった。
- 1995年

2月 義父、文鮮明・義母、韓鶴子とともに韓国の伝統である子供の誕生100カ日を祝ったが、夫である孝進は飲酒とドラッグのため欠席した。
8月8日　兄とその嫁、イーストガーデンで働く女性信者達の協力を得て5人の子供を連れて文家から脱出。マサチューセッツ州のニューヨークのレキシントンに子供たちと移住した。
マサチューセッツ検認裁判所に孝進を相手取り、家庭内暴力およびアルコールと薬物乱用を理由に離婚と養育費を支払いを求め提訴した。
10月25日　マサチューセッツ検認裁判所が孝進に毎月養育費を支払うよう命じた。
- 1997年

12月 孝進は薬物乱用の事実を認め、慰謝料の一部として60万ドルの支払いと、月ごと9千ドルの養育費の継続に同意。蘭淑は子供たちと文鮮明夫妻の監督付面会には反対しなかった。
- 1998年

ドメスティックバイオレンスの被害女性達を助けるセンターで働き、ロー・スクールで法律を学んだ。
裁判所に孝進が自分に接触することを禁じる保護命令を申請した。
9月20日　アメリカのCBSのドキュメンタリーテレビ番組“60 Minutes”で文鮮明一家の偽善性を告発。「文師は決してメシアではないという結論に到逹しました。」「（文師は）詐欺師です。」「これは、文師の家族と15年間生活して得た私の結論です。」と語る。文鮮明の3女、文恩進（ムン・ウンジン、문은진）とヨーロッパの幹部の娘、ドナ・コリンズもともに出演し、同様の告発をした。
10月13日 『タイム』誌に文一族を告発したインタビュー記事が掲載された。『わが父文鮮明の正体』 の発売に先立ち、『文藝春秋』11月号では、「文鮮明聖家族の仮面を剥ぐ」 と題してその一部が掲載された。
11月25日 文家を告発する手記“In the Shadow of the Moons”（『わが父文鮮明の正体』）をアメリカと日本で出版した。韓国ではいまだに出版されていない。

## エピソード
- 孝進と結婚中はニューヨーク州マンハッタンにある統一教会/統一協会所有の「ニューヨーカーホテル」に家族専用のスイートルームを持っていた[12]。
- 文一族の邸宅からの逃亡の際には周囲の協力を得た。蘭淑より数年前に教会を離れていた兄とその嫁である文鮮明の長女、文誉進がマサチューセッツ州で住む家と孝進と裁判を行うための弁護士を見つけてくれた[1]。また、マンハッタンにある孝進の録音スタジオで働いていた女性信者も蘭淑の逃亡計画に対する援助を自ら申し出、家財道具を運び出すのを手伝った[1]。